# آساک (کمون)
آساک (به فرانسوی: Assac) یک کمون در فرانسه است که در canton of Valence-d'Albigeois واقع شده‌است. آساک ۱۵٫۰۶ کیلومتر مربع مساحت دارد ۴۵۱ متر بالاتر از سطح دریا واقع شده‌است.